# ناحیه آستین، شهرستان سانیلاک، میشیگان
ناحیه آستین (به انگلیسی: Austin Township) یک منطقهٔ مسکونی در ایالات متحده آمریکا است که در شهرستان سانیلاک واقع شده‌است.
 ناحیه آستین ۹۳٫۸ کیلومتر مربع مساحت و ۶۷۳ نفر جمعیت دارد و ۲۳۵ متر بالاتر از سطح دریا واقع شده‌است.